# 레이징 루프
레이징 루프(レイジングループ, Raging Loop)는 켐코가 디완고와 협력하여 개발 및 출시한 일본의 비주얼 노벨 비디오 게임이다. 2015년 12월 3일 안드로이드 (운영체제)와 iOS용으로 출시되었고, 이후 2017년에 플레이스테이션 비타, 플레이스테이션 4, 닌텐도 스위치, 마이크로소프트 윈도우로 이식됐다. 영어 버전은 2019년 말 가정용 콘솔과 PC용으로 출시됐고, 2021년에는 안드로이드용으로 출시됐다. 플레이스테이션 5, 엑스박스 원, 엑스박스 시리즈 X/S 버전은 2024년 전 세계적으로 출시될 예정이다.

## 게임 플레이
레이징 루프는 플레이어의 선택이 스토리의 방향에 영향을 미치는 분기형 줄거리가 있는 대화형 비주얼 노벨이다. 특정 선택은 플레이어에게 추가 선택의 잠금을 해제하고 더 많은 스토리를 탐색하는 데 사용할 수 있는 키를 보상으로 제공한다. 시나리오 차트를 사용하면 플레이어는 주어진 장면이나 선택 항목으로 돌아갈 수 있다. 네 가지 메인 엔딩과 많은 배드 엔딩이 있으며, 그 중 일부는 선택 사항이다. 플레이어는 다양한 경로를 자유롭게 탐색할 수 있지만, 선택 사항이 잠겨 있으므로 메인 엔딩은 선형 순서로 플레이해야 한다.
게임 선택의 대부분은 캐릭터가 그들 사이에 숨겨진 "늑대"의 정체를 찾으려고 시도하는 마피아 (게임)와 유사한 사회적 추론 게임인 요미퍼지의 향연(Feast of the Yomi-Purge)의 중요한 순간에 있다.
네 번째이자 마지막 엔딩을 클리어하면 플레이어가 추가 콘텐츠로 스토리를 재생할 수 있는 "계시 모드"가 잠금 해제된다. 계시 모드에는 사이드 캐릭터의 내면적 사고와 추가 내레이션, 늑대의 행동 등 주인공의 관점에서 벗어나 발생하는 장면이 포함된다. 계시 모드와 함께 2개의 추가 엔딩과 5개의 에필로그를 이용할 수 있다.

## 평가
| 평가 |                    |
| --- | ------------------ |
| 통합 점수 통합사 점수 메타크리틱 79/100 [ 1 ] 평론 점수 평론사 점수 패미츠 32/40 (8, 8, 8, 8) [ 2 ] 닌텐도 라이프 5/10 [ 3 ] Digitally Downloaded [ 4 ] Gamereactor 7/10 [ 5 ] MeriStation 7.8/10 [ 6 ] |                    |
| 통합 점수 |                    |
| 통합사 | 점수               |
| 메타크리틱 | 79/100             |
| 평론 점수 |                    |
| 평론사 | 점수               |
| 패미츠 | 32/40 (8, 8, 8, 8) |
| 닌텐도 라이프 | 5/10               |
| Digitally Downloaded | [ 4 ]              |
| Gamereactor | 7/10               |
| MeriStation | 7.8/10             |